# ゾフィー・ヘートヴィヒ・フォン・ブラウンシュヴァイク＝ヴォルフェンビュッテル
ゾフィー・ヘートヴィヒ・フォン・ブラウンシュヴァイク＝ヴォルフェンビュッテル（Sophie Hedwig von Braunschweig-Wolfenbüttel, 1592年6月13日 - 1642年1月13日）は、ナッサウ＝ディーツ伯エルンスト・カシミールの妻。ブラウンシュヴァイク＝ヴォルフェンビュッテル侯ハインリヒ・ユリウスとその2番目の妻でデンマーク・ノルウェー王フレゼリク2世の娘であるエリサベトの間の長女として生まれた。

## 生涯
1607年、ナッサウ＝ディーツ伯エルンスト・カシミールと結婚した。1633年に夫と死別すると、寡婦領としてディーツ城 (Grafenschloss Diez) を与えられた。ゾフィーは三十年戦争の渦中にあって、ドイツ西部に駐屯する諸国軍の司令官たちと巧みに交渉を行い、ディーツ伯領で兵士が野営したり掠奪したりするのを阻止し、ディーツ伯領の平和を守った。ソフィーの名領主ぶりは領地外でも広く知られており、例えば1633年、スウェーデンの宰相アクセル・オクセンシェルナ伯爵は、自国軍がゾフィーの領地内で戦闘行為を行ったことに関して、彼女に補償をしている。
ゾフィーは戦時下の伯爵領の領民のために尽くし、彼らのために食糧と水の供給源を確保し、また農村の安全を保障した。1635年にペストが流行した際も、ゾフィーは動揺する民心を鎮めた。またゾフィーはプロテスタント信徒の家系に生まれたが、晩年には義弟のナッサウ＝ハダマール侯ヨハン・ルートヴィヒ（ヤン・ローデウェイク）と一緒にカトリックに改宗した。

## 子女
- ヘンドリック・カシミール1世（1612年 - 1640年）
- ウィレム・フレデリック（1613年 - 1664年）
- エリーザベト（1614年）
- ヤン・エルンスト（1617年）
- マウリッツ（1619年 - 1628年）
- エリーザベト・フリーゾ（1620年 - 1628年）